# Laurent Vial
Laurent Vial (n. 9 septembrie 1959, Corcelles⁠(d), Berna, Elveția) este un ciclist elvețian, medaliat olimpic. A participat la o ediție a Jocurilor Olimpice (1984) în care a câștigat o medalie de argint.

## Participări
Lista de mai jos prezintă principalele competiții la care a participat Laurent Vial de-a lungul carierei.
- cycling at the 1984 Summer Olympics – men's team time trial[*]